# Marley Purt Drive / Sound of Love
A lemez promo lemez Amerikából.

## Közreműködők
- Barry Gibb – ének, gitár
- Robin Gibb – ének
- Maurice Gibb – ének,  gitár, zongora, basszusgitár
- Vince Melouney – gitár
- Colin Petersen – dob
- stúdiózenekar Bill Shepherd vezényletével
- hangmérnök – Adrian Barber

## A lemez dalai
- Marley Purt Drive  (Barry, Robin és Maurice Gibb) (1968), mono 4:26, ének: Barry Gibb
- Sound of Love  (Barry, Robin és Maurice Gibb)  (1968), mono 3:27, ének: Robin Gibb